# Shmouel ben Nahman
Rabbi Shmouel ben Nahman (hébreu : שמואל בן נחמן, var. Shmouel [ben/bar] Nahmani) est un docteur du Talmud ayant vécu en Galilée entre le début du IIIe siècle et le début du IVe siècle, connu comme l’un des principaux aggadistes de son temps.

## Éléments de biographie
Shmouel ben Nahman ou Nahmani est natif de la terre d’Israël et pourrait avoir connu Juda Hanassi, le principal compilateur de la Mishna. Disciple de Rabbi Yonathan ben Eléazar au nom duquel il transmet des dizaines d’enseignement et de Rabbi Yehoshoua ben Lévi, il semble qu’il se soit brièvement rendu en Babylonie dans sa jeunesse. Il y retourne une seconde fois avec cette fois-ci la mission officielle de déterminer s’il faut ajouter un mois à l’année, ce qui ne peut se faire en terre d’Israël pour des raisons politiques.